# 陈谋
陈谋（1903年—1935年4月27日），字尊三，浙江诸暨人，植物学家。:72
1935年，陈谋在云南采集植物标本时，因奔波劳累，久病成疾，不幸去世，成为中国近现代第一位在植物采集罹难的学者。
:304

## 生平
陈谋毕业于浙江省立第一中学高中部，后在国立浙江大学农学院任职。1927年，浙大成立劳农学院，聘请著名植物学家钟观光为教授。钟观光在浙大期间，建立了中国近代最早的植物园之一——笕桥植物园，其技术工作即由陈谋与钟观光长子钟补勤等人负责。
之后，陈谋去往南京，在中国科学社生物研究所植物学部从事植物分类学研究:162，后至国立中央大学担任森林系助教。
其间，陈谋在华东的天目山、琅琊山、黄山、幕府山等地进行了多次植物采集和调查。

## 云南采集
1934年，中缅南段未定界发生班洪事件，国民政府令参谋部、外交部派人调查，最终委派当时在南京教授中学地理的云南人周光倬（字汉章）为“外交部特派云南边地调查专员”。:前言1中央大学农学院森林系张海秋教授听闻后，便建议趁此机会派人到滇缅边境采集植物标本。于是，陈谋便与来自中国科学社的助手吴中伦（后为中国科学院学部委员）一起，随外交部调查团一同前往滇缅边境。
陈谋、吴中伦等人从上海出发乘船，至越南海防登岸，于1934年6月29日抵达云南河口，然后至昆明停留。云南省教育厅派来严发春、殷毓森等人协助。8月6日，一行人从昆明出发。在大理期间，陈谋染患疾病（可能为肾炎），但依然坚持前进。因有恙在身，陈谋于途中两度与吴中伦分别，改走捷径（保山—镇康、澜沧—思茅），以减少劳累；吴中伦则绕远路，多方采集植物。两人于思茅会合，又经普洱、磨黑，向墨江方向前行。1935年4月下旬，在把边江遇雨，陈谋病情加重，吴中伦于是奔赴墨江县城请医，但医生尚未至，陈谋便已去世，时年32岁。
陈谋遗体随后于墨江入殓。6月中旬，灵柩抬运至昆明，安葬于昆明东郊三公里处。中央大学为陈谋召开追悼会，校长罗家伦亲自主持。

### 采集所得
陈谋、吴中伦此次云南考察，采获标本3000余号。陈谋虽于途中病故，但吴中伦所采标本均用陈谋名字记载。一部分标本存放于中国科学社生物研究所，后标本和纪录均毁于抗日战争。另一部分标本存放于中央大学森林系和云南农业学校（后转至中科院昆明植物研究所），保存至今。
其中有新植物12种：
- 陈谋野古草  → 西南野古草
- 绿头薹草
- 紫穗毛轴莎草（变种）
- 陈谋藨草
- 矮菝葜
- 全缘小檗（变种）  → 可爱小檗
- 长苞椴
- 近无毛蓝花土瓜（变种）
- 鸡骨柴（藏蕊变型）
- 多穗香茶菜
- 陈谋香茶菜  → 柄叶香茶菜
- 吴氏香茶菜  → 腺花香茶菜

## 纪念

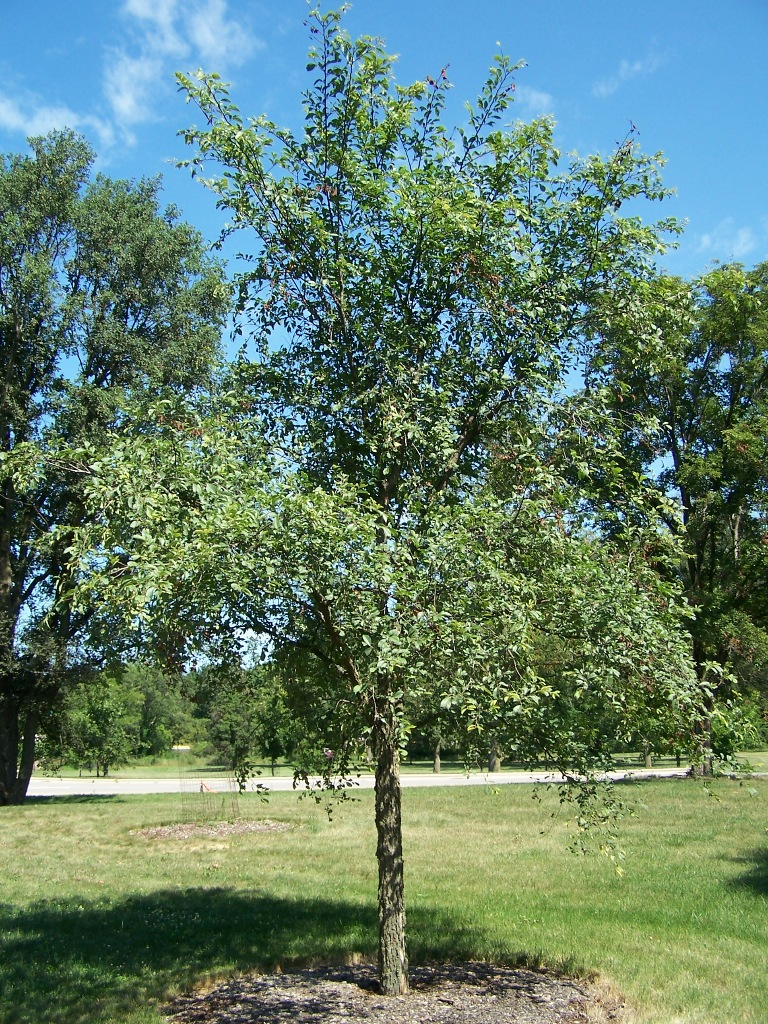
琅玡榆，学名Ulmus chenmoui

为纪念陈谋，有6种植物的学名/中文正名均冠以他的名字：
- 陈谋藨草
- 陈谋野古草  → 西南野古草
- 陈谋香茶菜  → 柄叶香茶菜
- 长苞椴
- 陈谋卫矛
- 琅玡榆

陈谋藨草、陈谋野古草、陈谋香茶菜、长苞椴皆为陈谋、吴中伦云南采集所得。琅玡榆亦为陈谋采集，1933年将其苗木由琅琊山移植于中央大学树木园，今位于南京师范大学附属中学校园内。
陈谋在南京时，后来成为中科院学部委员的郑万钧亦在中国科学社生物研究所植物学部:162。陈谋赴云南考察时两人亦时有书信来往:36。以陈谋冠名的6种植物中，半数皆为郑万钧所命名。